# Rudolf Degermark
Rudolf Reinhold Degermark (Piteå, 1886. július 19. – Stockholm, 1960. május 21.) olimpiai bajnok svéd tornász.
Részt vett az 1908. évi nyári olimpiai játékokon, és tornában csapat összetettben aranyérmes lett.
Klubcsapata a Stockholms GF volt.